# Американізм (ідеологія)
Американі́зм, також відомий як американський патріотизм, — набір патріотичних цінностей, спрямованих на створення колективної «американської ідентичності» в США, яку можна визначити як «вираз законного місця нації у світі, набір традицій, політична мова та культурний стиль, пройнятий політичним змістом». Відповідно до Американського легіону, організації ветеранів США, американізм — це ідеологія або віра у відданість, лояльність або вірність Сполученим Штатам Америки, або повага до їх прапора, традицій, звичаїв, культури, символів, інституції чи форми правління. За словами Теодора Рузвельта, «американізм — це питання духу, переконань і мети, а не віросповідання чи місця народження».
Американізм має два різних значення: визначальні характеристики США або лояльність до США і захист американських політичних ідеалів. Список цих ідеалів охоплює (але ними не обмежується) незалежність, рівність перед законом, свободу слова, республіканізм, інновації та меритократію.

## Ідеологія
Професор політології Клемсонського університету К. Бредлі Томпсон заявив:
Однак значення американізму сьогодні сильно змінилося. У тій мірі, в якій цей термін досі використовується, його значення було викрадено як лівими, так і правими. Ліві найчастіше ототожнюють американізм із мультикультуралізмом, релятивізмом, енвайронменталізмом, регулюванням і добробутом — іншими словами, з прогресивізмом. Праві зазвичай ототожнюють американізм із християнством, шкільною молитвою, традиціями, сімейними цінностями та суспільними стандартами — іншими словами, із соціальним консерватизмом. Однак жодна з цих цінностей не є виключно американською. Фактично, в тій чи іншій формі, всі вони мають виразне європейське походження, що прямо протилежить початковому значенню Американізм.
Деякі організації прийняли американізм, але розвинули його ідеали. Наприклад, Ку-клукс-клан вважає, що американізм охоплює расові аспекти (чистота білого американця) і американський протестантизм.
У есе 1916 року, присвяченому американізму, Аґнес Репплієр наголосила, що «з усіх країн світу тільки ми маємо потребу штучно створювати патріотизм, який є невід'ємним правом інших націй».

## Історія
Концепція американізму використовується з тих пір, як перші європейські поселенці переїхали до Північної Америки, натхненні баченням сяючого «міста на пагорбі». Джон Адамс писав, що нові поселення в Америці були «відкриттям великої сцени та планом Провидіння для просвітлення невігласів і звільнення рабської частини людства по всій землі».
У довоєнний період, протягом 1830-х — 1850-х років, американізм набув обмежувального політичного значення через моральну паніку нативістів після того, як збільшення ірландської та німецької імміграції призвело до зростання американського католицизму.
Журналіст Меттью Контінетті описує президентів США Воррена Гардінга та Калвіна Куліджа як «речників американізму» на основі їхньої політики. Товариство Джона Берча та його засновник Роберт Велч пропагували американізм як «філософську антитезу комунізму». І навпаки, під час Великої депресії та після неї Комуністична партія пропагувала, що «комунізм — це американізм XX століття».
Для мільйонів іммігрантів з Європи та Азії роки від кінця громадянської війни до кінця Другої світової війни надали нове значення терміну «американізм». То були часи великого економічного зростання та індустріалізації, що призвели до виникнення «американської сцени», яка складалася з «виробничої демократії» та думки, що в Америці люди є урядом. Відтоді успіх американської нації надав величезної сили поняттю «американізм».

## Ідеї

### Влада
Американізм наголошує на колективній політичній ідентичності, заснованій на принципах, викладених у Конституції США батьками-засновниками. До таких принципів належать республіканізм, свобода, індивідуалізм, конституціоналізм, права людини, меритократія та верховенство права.

### Культура

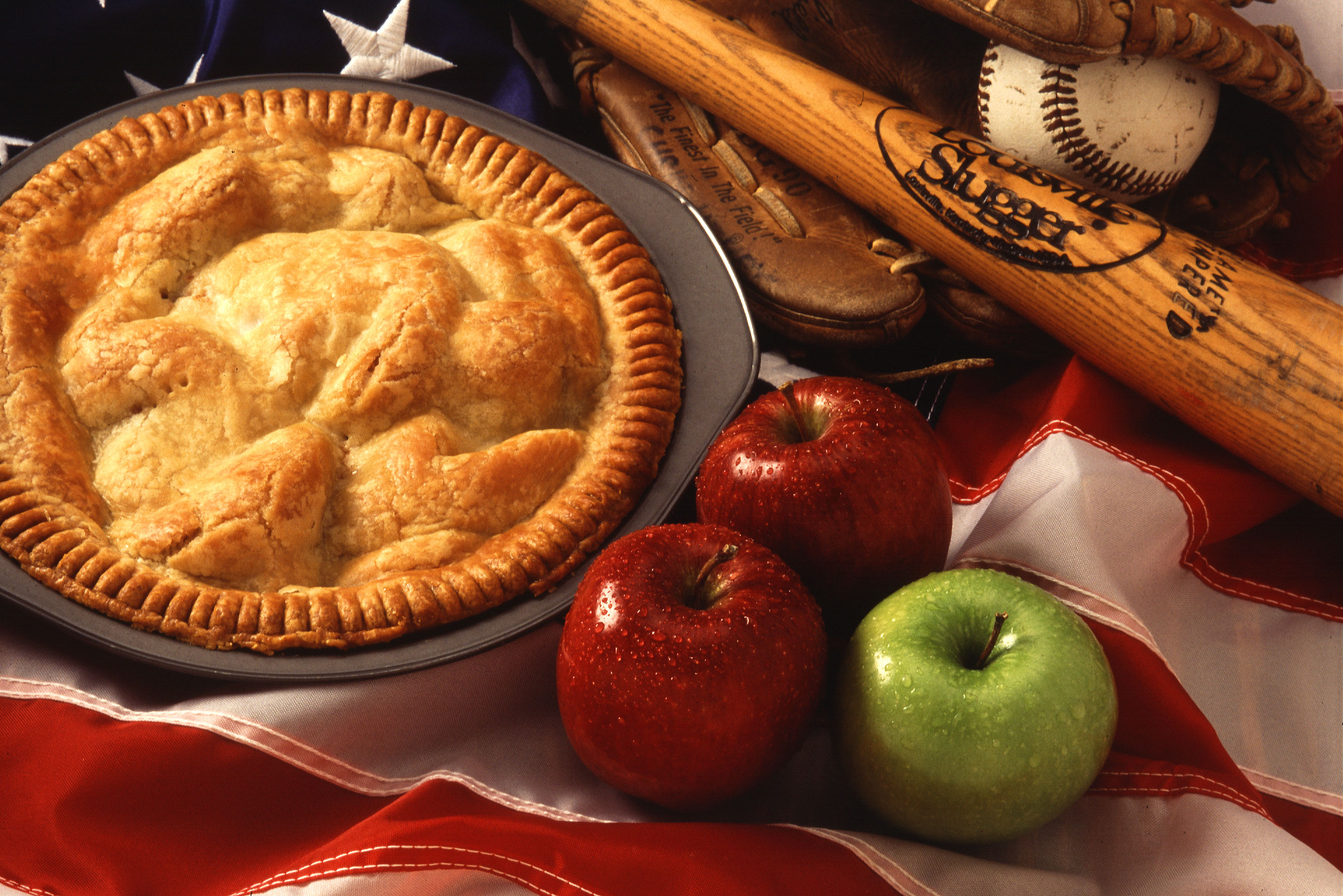
Культурні ікони США: американський прапор, бейсбол, яблука та яблучний пиріг

Американізм заохочує колективну культурну ідентичність, засновану на традиційній культурі США. Звичайними культурні артефактами є прапор США, яблучний пиріг, бейсбол, рок-н-рол, сині джинси, кока-кола та малі міста. Американізм схильний підтримувати монокультуралізм і культурну асиміляцію, вважаючи їх невід'ємною частиною єдиної американської культурної ідентичності.

### Символи
Американізм охоплює набір загальних символів, які позначають американську ідентичність. До відомих національних символів США належать прапор США, Велика печатка, білоголовий орлан, гімн США, девіз «In God We Trust» та клятва вірності.